# La Fouine
La Fouine, настоящее имя Лауни Мухид (род. 25 декабря 1981 года) — французский и марокканский рэпер.

## Биография
Лауни Мухид родился в департаменте Ивелин в 1981 году. Вырос в пригороде Парижа. Мухид бросил школу в четырнадцать лет, решив посвятить себя музыке, но к шестнадцати годам промышлял продажей наркотиков. Одновременно с этим но получил известность в качестве рэп-исполнителя, занимался фристайлом и в конце концов подписал контракт с Sony Music.
Первый сольный альбом La Fouine вышел в 2005 году и получи название Bourré au Son. Вторая пластинка Aller-Retour вышла в 2007 году, а сингл «Qui Peut Me Stopper?» вошёл в двадцатку лучших композиций на национальном хит-параде. В последующие годы он выпустил ещё несколько альбомов, ставших успешными как в родной Франции, так и в других европейских странах. Он сотрудничал с такими исполнителями, как Soprano и Seyfu, а также американский рэпер T-Pain.
Позже[когда?] он основал свой лейбл, а также начал выпуск одежды собственной марки Street Swagg. La Fouine был признан лучшим французским певцом на награждении MTV Europe Music Awards в 2011 году. Также он был признан лучшим певцом-мужчиной по версии Trace Awards в 2013 году.
В 2013 году основал Team BS. BS в названии проекта — это сокращение лейбла Banlieue Sale, на котором записывались треки команды. В составе проекта выступали La Fouine, Fababy, Sultan и вокалистка Синди, а его продюсированием занимался Паскаль Лемэр, он же DJ Skalp.

## Дискография
- 2004 — Planète Trappes
- 2005 — Bourré Au Son
- 2007 — Aller-Retour
- 2007 — Planète Trappes Volume 2
- 2009 — Mes Repères
- 2011 — La Fouine Et Laouni
- 2013 — Drôle De Parcours
- 2016 — Nouveau Monde
- 2017 — Capitale Du Crime Censuré
- 2020 — Bénédictions[2][3]